# Офман, Юрий Петрович
О́фман Ю́рий Петро́вич (род. 19 декабря 1939) — советский и российский математик, работавший в области теории сложности вычислений.
Ю. П. Офман получил степень кандидата физико-математических наук в Московском государственном университете под руководством Андрея Николаевича Колмогорова.
Соавтор Карацубы Анатолия Алексеевича, одного из крупных учёных в области теории сложности компьютерных вычислений, разработавшего метод быстрого умножения, который позволяет перемножать два n-значных числа со сложностью вычисления {\displaystyle M(n)=O(n^{\log _{2}3})}.
Офман Ю. П. проделал важную работу в области параллельных алгоритмов, применяемых в сумматорах.
Работа Юрия Петровича Офмана «Универсальный автомат», изданная в СССР в 1965 году, и переведённая Американским математическим обществом в 1967 году, позже получила применение при исследованиях многокаскадных коммутационных сетей (англ. Multistage switching network, Multistage interconnection network), с целью использования их в высокоскоростных коммутаторах пакетов, например, в системах ATM.

## Публикации
- Ю. П. Офман, «О наилучшем приближении функций двух переменных функциями вида φ(x)+ψ(y)», Изв. АН СССР. Сер. матем., 25:2 (1961), 239—252
- Ю. П. Офман, А. А. Карацуба, «Умножение многозначных чисел на автоматах» Доклады АН СССР. — 1962 — Т. 145. — С. 293—294
- Ю. П. Офман, «Об алгоритмической сложности дискретных функций» Доклады АН СССР. — 1962. — Т. 145, № 1. — С. 48-51.
- Ю. П. Офман, «О приближенной реализации непрерывных функций на автоматах» Доклады АН СССР. — 1963. — Т. 152,№ 4. — С. 823—826.
- Ю. П. Офман, «Универсальный автомат», Тр. ММО, 14, М.: Издательство Московского университета, 1965, 186—199
- Ю. П. Офман, «Моделирование самоконструирующейся системы на универсальном автомате», Пробл. передачи информ., 2:1 (1966), 68-73
- Ю. П. Офман, «О параллельной машине», Пробл. передачи информ., 4:3 (1968), 58-61